# Cantó de Ralhana
El cantó de Ralhana és un cantó francès del departament dels Alps de l'Alta Provença, situat al districte de Forcauquier. Té 8 municipis i el cap és Ralhana.

## Municipis
- Aubenaç deis Aups
- Ceirèsta
- Montjustin
- Aupedeta
- Ralhana
- Santa Crotz d'Alausa
- Vachieras
- Vilamurs

## Història
| Data d'elecció                           | Identitat        | Partit                     | Qualitat |
| ---------------------------------------- | ---------------- | -------------------------- | -------- |
| 1961-1973                                | M. Bouffier      | SFIO, després PS           |          |
| 1973-1992                                | Adolphe André    | Divers droite, després UDF |          |
| 1992-1997                                | Georges Alliaud  | PCF                        |          |
| 1997-2011                                | Raymond Bressand | PCF                        |          |
| 2011-                                    | Pierre Pourcin   | PS                         |          |
| les dades anteriors no són pas conegudes |                  |                            |          |
|                                          |                  |                            |          |

| 1962  | 1968  | 1975  | 1982  | 1990  | 1999  | 2006  |
| ----- | ----- | ----- | ----- | ----- | ----- | ----- |
| 1.495 | 1.729 | 1.891 | 2.241 | 2.662 | 2.976 | 3.390 |